# Горно Дупени
Горно Дупени (на македонска литературна норма: Горно Дупени) е село в община Ресен, Северна Македония.

## География
Селото е разположено на юг от град Ресен, в източните склонове на Галичица.

## История
В XIX век Горно Дупени е село в Битолска кааза, нахия Горна Преспа на Османската империя. В „Етнография на вилаетите Адрианопол, Монастир и Салоника“, издадена в Константинопол в 1878 година и отразяваща статистиката на населението от 1873, Дупене (Doupéné) е посочено като село с 66 домакинства и 170 жители мюсюлмани.
Според статистиката на Васил Кънчов („Македония. Етнография и статистика“) от 1900 година Дупени има 242 жители българи християни.
На Етнографската карта на Битолския вилает на Картографския институт в София от 1901 година Дупени е чисто българско село в Битолската каза на Битолския санджак с 93 къщи.
По време на Илинденското въстание в Горно и Долно Дупени са убити от башибозук Наум Трайчев, Георги Наумов, Ставре Христов, селския протогер, Митре Наумов, Петре Георгиев, Трайче Митрев, Велика Гащева, Кира Янева и Елена Янева, тежко ранени са Костадин Митрев, Наум Иванов, София Иванова, Лена Наскова, София Ненова и Дафина Славова, а всичките 65 къщи са ограбени и изгорени. Селото дава 22 души четници във въстанието, от които загиват Христо Наум, Никола Стефов, Нанчо Танев и Кърсте Танев. След въстанието селото получава помощи от българския владика Григорий Пелагонийски.
Азъ съмъ отъ Дупени, нъ свещенодѣйствувамъ въ Ехла. И двѣтѣ тия села сѫ изгорени. По напрѣдъ изгориха Дупени, а послѣ Ехла. Бѣше, ако се не лъжа 31. юлий, четвъртъкъ. Всички селяни бѣха разпърснати по полска работа: едни вързваха си снопе, други чукаха рѫженица. Башибозукъ съ малко войска се показа на полето, взе да гърми и да напрѣдва къмъ Дупени. Селянитѣ се разбѣгаха къмъ селото. На полето бидоха застигнати и убити трима души. Кога разярениятъ башибозукъ наближаваше давлѣзе въ селото, изпратихме селския протогеръ да го носрѣщне, нъ той бѣ на мѣстото съсѣченъ. Тогава цѣлото население се спусна да се спасява къмъ планината. На бѣгане бидоха убити още 6 души, между които и 3 жени, и 5 души тежко ранени. Другъ единъ нашъ селянинъ, Наумъ Ивановъ, когото башибозукътъ бѣ заловилъ живъ, намѣрихме го тежко раненъ съ посѣченъ носъ и съ отрѣзани уши и пръсти на рѫцѣтѣ... Слѣдъ като разграбиха селото... башибозукъ и войска туриха огънь отъ четири страни и въ нѣколко часа изгориха ни всички 65 кѫщи и селскитѣ плѣвни. Нъ, види се, това малко бѣ, та ни изгориха и плетищата по градинитѣ и селскитѣ воденици, на които и воденичнитѣ кадъни бѣха разстрошили. А колкото жени и моми имъ бѣха попадали, изнасилиха най-звѣрски. На заминавание башибозукътъ откара добитъка ни заедно съ всички земледѣлчески сѣчива. Всички свини сѫщо бѣха избити. При това нашето село даде 22-ма четници, отъ които само трима паднаха убити въ разни сражения съ войскитѣ.
В началото на XX век жителите на селото е под върховенството на Българската екзархия. По данни на секретаря на екзархията Димитър Мишев („La Macédoine et sa Population Chrétienne“) през 1905 година в Дупени има 480 българи екзархисти и функционира българско училище. Българската църква „Св. Тодор“ е построена през 1848 година.
При избухването на Балканската война 8 души от Дупени са доброволци в Македоно-одринското опълчение.
Според преброяването от 2002 година селото има 59 жители македонци.
| Националност     | Всичко |
| северномакедонци | 59     |
| албанци          | 0      |
| турци            | 0      |
| цигани           | 0      |
| власи            | 0      |
| сърби            | 0      |
| бошняци          | 0      |
| други            | 0      |

## Личности
Родени в Горно Дупени
- Ангел Рабушев, български лекар и революционер, деец на ВМОРО, роден в Горно или Долно Дупени.[11]
- Евтим Гещаков (1867 – ?), деец на ВМОРО, роден в Горно или Долно Дупени
- Константин Танев (1888 - ?), завършил история и география в Женевския университет в 1911 година, роден в Горно или Долно Дупени[12]
- Косте Нонев Стоянов, български революционер от ВМОРО[13]
- Никола Оджаков, деец на ВМОРО, роден в Горно или Долно Дупени, войвода на дупенската чета през Илинденско-Преображенското въстание.[14]
- Никола Стоянов Маринчев, български революционер от ВМОРО[15]
- Стефо Настев Личов, български революционер от ВМОРО[16]
- Цветко Христов Георгиев, български революционер от ВМОРО[17]
- Цвятко Анастасов, подпредседател на ЦК на МПО, починал в Детройт преди 1953 година[18]